# Aldo Canti
Pour les articles homonymes, voir Canti (homonymie).
Aldo Canti, né le 9 mars 1961 à Montmorency, est un athlète français, puis saint-marinais, pratiquant le 400 mètres.

## Carrière
Aldo Canti bat, en 1983, le record de France du 400 mètres plat (détenu par Christian Nicolau en 45 s 77 depuis 1968) avec un temps de 45 s 35. La même année, lors des Jeux Méditerranéens, un temps de 45 s 29 lui permet de remporter la compétition. L'année suivante, il améliore ce temps et amène le record national à 45 s 09.  
En mai 2023, il demeure toujours le quatrième performeur français de tous les temps. En 1984, il représente la France aux Jeux olympiques de Los Angeles, et termine 5e en demi-finale (premier européen). En 1992, il participe aux Jeux de Barcelone sur 200 mètres, sous les couleurs de Saint-Marin dont il possède la nationalité. 
En 1997, il est l'entraîneur de Leslie Djhone, qui détient depuis 2004 le record national sur la distance.

## Palmarès
- Trois records de France en 1983 et 1984. Meilleure performance : 45 s 09
- Médaillé d'argent à l'Universiade de Bucarest de 1981 au relais 4 fois 100 mètres en 39 s 50. avec les autres membres de l'équipe de France : Philippe Le Joncour, Stéphane Adam et Gabriel Brothier[1].
- Demi-finaliste olympique à Los Angeles en 1984.
- Finaliste de la Coupe du Monde à Canberra en 1985.